# Brachydiplax chalybea
Brachydiplax chalybea is een libellensoort uit de familie van de korenbouten (Libellulidae), onderorde echte libellen (Anisoptera).
De soort staat op de Rode Lijst van de IUCN als niet bedreigd, beoordelingsjaar 2010, de trend van de populatie is volgens de IUCN stabiel.
De wetenschappelijke naam Brachydiplax chalybea is voor het eerst geldig gepubliceerd in 1868 door Brauer.